# Isocranaus
Isocranaus is een geslacht van hooiwagens uit de familie Cranaidae.
De wetenschappelijke naam Isocranaus is voor het eerst geldig gepubliceerd door Roewer in 1915. 

## Soorten
Isocranaus omvat de volgende 4 soorten:
- Isocranaus gorgonae
- Isocranaus obscurus
- Isocranaus reticulatus
- Isocranaus umbraticus